# Centre Mèdic Hillel Yaffe
El Centre Mèdic Hillel Yaffe (en hebreu: המרכז הרפואי הלל יפה) és un hospital situat en la localitat de Hadera, a Israel. El centre va ser fundat en l'any de 1957. El centre és a prop de la ciutat de Hadera, a mig camí entre Haifa i Tel-Aviv. L'hospital serveix a una població de 400.000 habitants, des Zichron Yaakov al nord fins Netanya en el sud, i des de la costa oest fins Umm al-Fahm i la Línia Verda a l'est.
La diversitat dels pacients de l'hospital és molt variada, representant a tota la població d'Israel: la població urbana i les persones dels assentaments rurals, els residents veterans i els nous immigrants, jueus i àrabs, agricultors, treballadors industrials i empleats. Els pacients gaudeixen de serveis mèdics avançats. Hi ha una gran diversitat en la composició demogràfica de les persones ocupades per l'hospital en les diverses ocupacions. El centre mèdic serveix com a model per a la convivència pacífica entre jueus i àrabs, basada en l'enteniment mutu i la tolerància social. Durant anys, l'hospital ha tractat a immigrants de l'antiga Unió Soviètica, Etiòpia i altres països. El centre va ser anomenat en honor d'un metge israelià que va treballar en diversos assentaments jueus a Palestina durant la Primera Aliyyà.
L'hospital actualment ofereix serveis mèdics per tractar una àmplia gamma de problemes mèdics, dins de les diferents àrees d'especialització. El centre té aproximadament 1.500 empleats ocupats en diverses habilitats i professions: metges, infermeres, assistents de laboratori, tècnics, paramèdics, personal de manteniment, i personal administratiu. Totes aquestes persones treballen juntes per oferir el millor servei possible als pacients.